# Teräsbetoni

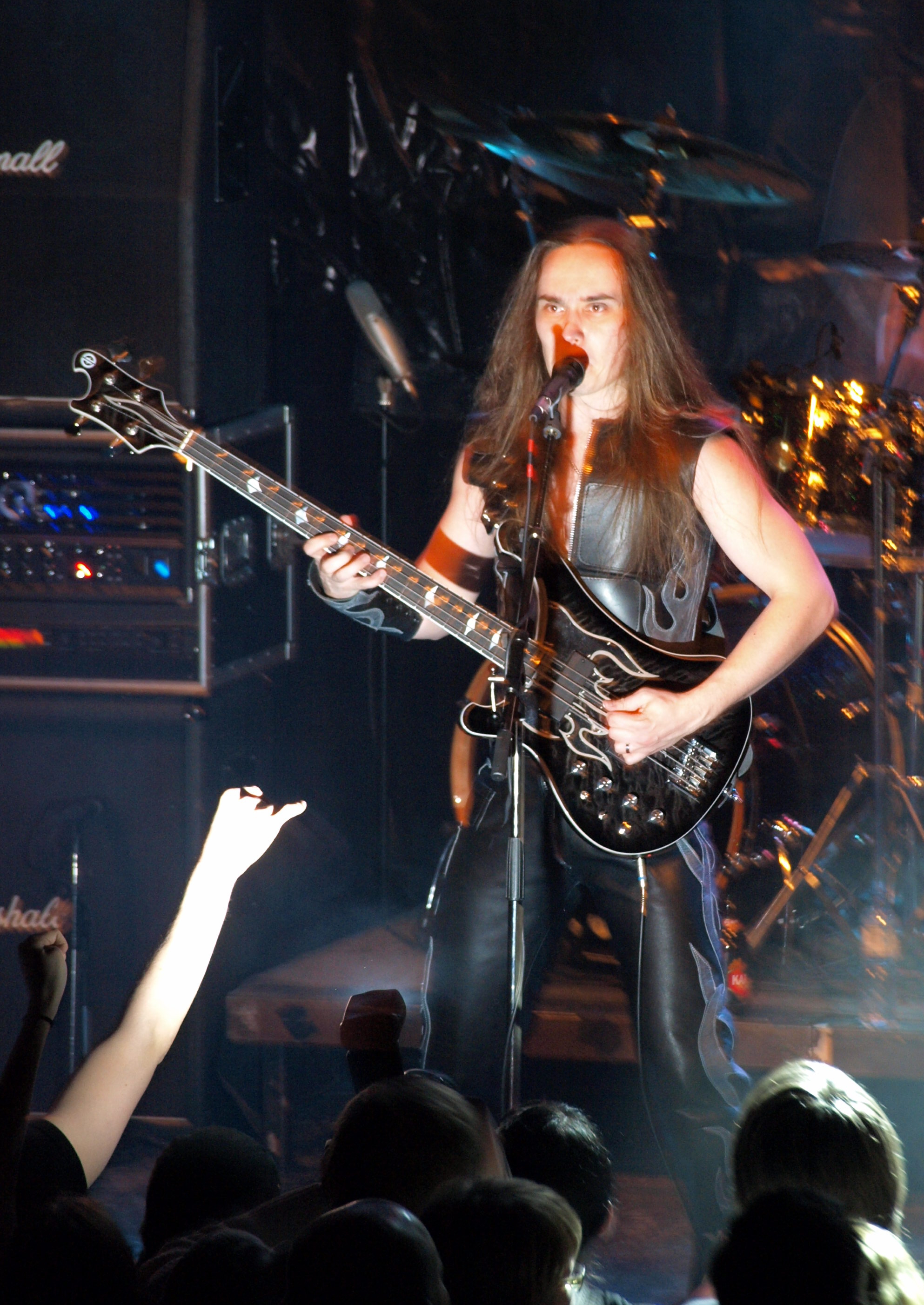
Jarkko Ahola, az együttes énekese és basszusgitárosa.

A Teräsbetoni (magyarul: "Vasbeton") egy finn heavy-metal együttes. Az első albumuk, a Metallitotuus ("Metál igazság"), 2005-ben jelent meg, és több mint 32.000 példányt adtak el belőle. A Teräsbetoni-ra nagy hatással voltak az olyan együttesek, mint például a Manowar.

## Történet
A Teräsbetoni nevet Rantanen találta ki. Az együttes ez első dalokat 2003-ban készítette el.
2004 második felében aláírtak egy szerződést a finn Warner Music-kal és 2004 decemberében elkezdték felvenni a "Taivas Lyö Tulta" című kislemezt. A lemez 2005. február 2-án jelent meg és egy hét alatt a finn zenei ranglista élére állt.
A "Metallitotuus" album felvételét 2005. januárjában kezdték meg és 2005. április 6-án jelent meg. Az első héten a finn zenei ranglista 2. helyén szerepelt és 29 hétig volt a listán.
A "Metallitotuus" platinalemez lett Finnországban.
A Teräsbetoni indult a 2008-as Eurovíziós Dalfesztivál finn válogatóján. Marcius 1-jén 38,9%-kal nyerték meg a válogatót. A "Missä miehet ratsastaa" ("Hol lovagolnak a férfiak") című dalukkal indultak a dalversenyen. Május 20-án az együttest a 8. (79 ponttal) helyen jutott a döntőbe. A május 24-ei döntőben a 22. helyen végzett 35 ponttal.
2008. március 19-én jelent meg a harmadik album "Myrskyntuoja" (Viharhozó) címmel, ami a finn zenei ranglisták élén nyitott.2010-ben jelent meg a negyedik albumuk,Maailma Tarvitsee Sankareita néven.

## Tagok
- Jarkko Ahola – ének, basszusgitár
- Arto Järvinen – gitár, ének
- Viljo Rantanen – gitár
- Jari Kuokkanen – dob

## Diszkográfia

### Albumok
- Metallitotuus (2005) #2 (FIN)
- Vaadimme metallia (2006) #2 (FIN)
- Myrskyntuoja (2008) #1 (FIN)
- Maalma Tarvitsee Sankareiata(2010)

### Kislemezek
- Taivas lyö tulta (2005) #1 (FIN)
- Orjatar (2005) #10 (FIN)
- Vahva kuin metalli (2005) #19 (FIN)
- Älä mene metsään (2006) #3 (FIN)
- Viimeinen tuoppi (2006)
- Missä miehet ratsastaa (2008) #2 (FIN)
- Paha Sanoo (2010)